# Борец извилистый
Боре́ц изви́листый (лат. Aconitum arcuatum) — многолетнее травянистое растение, вид рода Борец (Aconitum) семейства Лютиковые (Ranunculaceae).

## Распространение и экология
Ареал вида охватывает Дальний Восток.
Произрастает по долинным лесам.

## Ботаническое описание
Pастение близко к борецу Фишера (Aconitum fischeri).
Стебель приподнимающийся, извилистый, иногда в соцветии слегка вьющийся, реже прямой.
Листья тонкие.
Соцветие — весьма рыхлая метёлка, от дугообразно отходящих цветоносов и цветоножек как бы неправильно ветвящаяся. Цветки нередко загнуты назад. Нектарники его на слегка дугообразно загнутом ноготке, с крючковидным шпорцем длиной до 3,5 мм.

## Химический состав
Содержит алкалоиды аконитин ({\displaystyle {\ce {C34H47NO11}}}) и псевдоаконитин ({\displaystyle {\ce {C36H51NO12}}}). В листьях 0,6 %, в корнях 1,5 %.

## Значение и применение
Сильно ядовитое растение. Раствор солянокислого алкалоида убивает белую мышь в течение одной минуты. Отмечены случаи смертельного отравления людей настойкой из клубней и листьев на водке.
Листья хорошо поедаются изюбрем и косулям.

## Таксономия
Вид Борец извилистый входит в род Борец (Aconitum) трибы Живокостные (Delphinieae) подсемейства Лютиковые (Ranunculoideae) семейства Лютиковые (Ranunculaceae) порядка Лютикоцветные (Ranunculales).
|  |                       |  |                                               |                                               |                                         |  | ещё четыре подсемейства (согласно Системе APG II) | ещё четыре подсемейства (согласно Системе APG II) |                                           |  |  |  | ещё 2 рода              | ещё 2 рода           |  |  |
|  |                       |  |                                               |                                               |                                         |  | ещё четыре подсемейства (согласно Системе APG II) | ещё четыре подсемейства (согласно Системе APG II) |                                           |  |  |  | ещё 2 рода              | ещё 2 рода           |  |  |
|  |                       |  |                                               | семейство Лютиковые                           |                                         |  |                                                   |                                                   | триба Живокостные                         |  |  |  |                         | вид Борец извилистый |  |  |
|  |                       |  |                                               | семейство Лютиковые                           |                                         |  |                                                   |                                                   | триба Живокостные                         |  |  |  |                         | вид Борец извилистый |  |  |
|  | порядок Лютикоцветные |  |                                               |                                               | подсемейство Лютиковые (Ranunculoideae) |  |                                                   |                                                   | род Борец, или Аконит                     |  |  |  |                         |                      |  |  |
|  | порядок Лютикоцветные |  |                                               |                                               |                                         |  |                                                   |                                                   |                                           |  |  |  |                         |                      |  |  |
|  |                       |  | ещё десять семейств (согласно Системе APG II) | ещё десять семейств (согласно Системе APG II) |                                         |  |                                                   | ещё восемь триб (согласно Системе APG II)         | ещё восемь триб (согласно Системе APG II) |  |  |  | ещё от 250 до 300 видов |                      |  |  |
|  |                       |  |                                               | ещё десять семейств (согласно Системе APG II) |                                         |  |                                                   |                                                   | ещё восемь триб (согласно Системе APG II) |  |  |  |                         |                      |  |  |